# Њу Џерусалем (Пенсилванија)
Њу Џерусалем (енгл. New Jerusalem) насељено је место без административног статуса у америчкој савезној држави Пенсилванија.

## Демографија
По попису из 2010. године број становника је 649.
| Група             | 2000.    | 2010.       |
| Белци             | 0 (0,0%) | 617 (95,1%) |
| Афроамериканци    | 0 (0,0%) | 5 (0,8%)    |
| Азијати           | 0 (0,0%) | 2 (0,3%)    |
| Хиспаноамериканци | 0 (0,0%) | 23 (3,5%)   |
| Укупно            | 0        | 649         |